# Pseudolocalización
La pseudolocalización es un método de pruebas de software empleado para probar los aspectos de internacionalización del software. En lugar de traducir el texto del software en un idioma extranjero, como se hace en la localización, los elementos textuales de la aplicación se reemplazan con versiones alteradas del idioma original. 
Por ejemplo:
| Configuración | [!!! Çòñfîĝûràçîôñ !!!] |

Estas alteraciones específicas hacen que las palabras originales se puedan leer, pero incluye los caracteres más problemáticos de los idiomas del mundo: dependiendo del tamaño de los textos o los caracteres, la dirección del idioma y demás.

## Herramientas de pseudolocalización para diversas plataformas
Además de una herramienta interna de Microsoft, existen otras herramientas de internacionalización compatibles con la pseudolocalización. Por ejemplo, Alchemy Catalyst de Alchemy Software Development y SDL Passolo de SDL. Estas incluyen posibilidad de pseudolocalización y visualizar dichos diálogos y textos en la propia herramienta.
Hay una gran variedad de webs de recursos de pseudolocalización gratuita en Internet, compatibles con textos de formatos de iOS, Android, Gettext po y demás. Ejemplos de estas webs son Babble-on o Crowdin.